# Lac Kabetogama
Pour les articles homonymes, voir Kabetogama.
Le lac Kabetogama est un lac au nord de l'État américain du Minnesota. Séparant le reste du comté de Saint Louis au sud de la péninsule de Kabetogama au nord, il est protégé au sein du parc national des Voyageurs. Son extrémité occidentale relève du comté de Koochiching.